# Гінтерругг
Гінтеруг (нім. Hinterrugg) (або нім. Hinderrugg) — найвища вершина групи Курфірстен, розташована в Аппенцелльських Альпах. З нього відкривається вид на місто Валенштадт і озеро в кантоні Санкт-Галлен. До вершини легко дістатися через станцію канатної дороги Хезерругг (2262 метри) над Унтервассером у Тоггенбургу.
Гінтерруг є добре відомим місцем для бейс-джампінгу.